# Wahlbezirk Böhmen 112
Der Wahlbezirk Böhmen 112 war ein Wahlkreis für die Wahlen zum Abgeordnetenhaus im österreichischen Kronland Böhmen. Der Wahlbezirk wurde 1907 mit der Einführung der Reichsratswahlordnung geschaffen und bestand bis zum Zusammenbruch der Habsburgermonarchie.

## Geschichte
Nachdem der Reichsrat im Herbst 1906 das allgemeine, gleiche, geheime und direkte Männerwahlrecht beschlossen hatte, wurde mit 26. Jänner 1907 die große Wahlrechtsreform durch Sanktionierung von Kaiser Franz Joseph I. gültig. Mit der neuen Reichsratswahlordnung schuf man insgesamt 516 Wahlbezirke mit je einem zu wählenden Abgeordneten, die durch Direktwahl mit allfälliger Stichwahl bestimmt wurden. Der Wahlkreis Böhmen 112 umfasste die Gerichtsbezirke Brüx, Görkau und Postelberg (ohne die zum Wahlbezirk Böhmen 34 gehörende Gemeinde Imling). Von den genannten Gerichtsbezirken waren zudem die Städte Brüx und Postelberg (Wahlbezirk 84) sowie Görkau (Wahlbezirk 85) ausgenommen. Aus der Reichsratswahl 1907 ging Franz Bernt von der Freialldeutschen, später Deutschradikalen Partei als Sieger hervor. Er konnte sich in der Stichwahl gegen den Kandidaten der Sozialdemokraten mit rund 62 Prozent der Stimmen durchsetzen. Bei der Reichsratswahl 1911 verteidigte Bernt sein Mandat in der Stichwahl mit rund 67 Prozent erfolgreich gegen den Kandidaten der Tschechischen Sozialdemokraten.

## Wahlergebnisse

### Reichsratswahl 1907
Die Reichsratswahl 1907 wurde am 14. Mai 1907 (erster Wahlgang) sowie am 23. Mai 1907 (Stichwahl) durchgeführt.

#### Erster Wahlgang
| Kandidat                                                                      | Partei                     | Wahlkreis- stimmen | Prozent |
| ----------------------------------------------------------------------------- | -------------------------- | ------------------ | ------- |
| Franz Bernt                                                                   | Freialldeutsche Partei     | 3954               | 46,1 %  |
| Anton Jarolim                                                                 | Sozialdemokratische Partei | 2231               | 26,0 %  |
| Karel Horlivý                                                                 | Tschechischer Zählkandidat | 1467               | 17,1 %  |
| Karl Kreißl                                                                   | Deutsche Agrarpartei       | 849                | 9,9 %   |
|                                                                               | Sonstige Parteien          | 82                 | 1,0 %   |
| Wahlberechtigte: 10.007, Ungültige/Leere Stimmen: 65, Wahlbeteiligung: 86,4 % |                            |                    |         |

#### Stichwahl
| Kandidat                                                                      | Partei                     | Wahlkreis- stimmen | Prozent |
| ----------------------------------------------------------------------------- | -------------------------- | ------------------ | ------- |
| Franz Bernt                                                                   | Freialldeutsche Partei     | 5178               | 62,3 %  |
| Anton Jarolim                                                                 | Sozialdemokratische Partei | 3134               | 37,7 %  |
| Wahlberechtigte: 10.007, Ungültige/Leere Stimmen: 81, Wahlbeteiligung: 83,9 % |                            |                    |         |

### Reichsratswahl 1911
Die Reichsratswahl 1911 wurde am 13. Juni 1911 sowie am 20. Juni 1911 (Stichwahl) durchgeführt.

#### Erster Wahlgang
| Kandidat                                                                      | Partei                                      | Wahlkreis- stimmen | Prozent |
| ----------------------------------------------------------------------------- | ------------------------------------------- | ------------------ | ------- |
| Franz Bernt                                                                   | Deutschradikale Partei                      | 3600               | 43,3 %  |
| Josef Budil                                                                   | Tschechisch autonomistischer Sozialdemokrat | 2383               | 28,7 %  |
| Anton Kofron                                                                  | Sozialdemokratische Partei                  | 1430               | 17,2 %  |
| Karl Herr                                                                     | Deutsche Agrarpartei                        | 853                | 10,3 %  |
|                                                                               | Sonstige Parteien                           | 52                 | 0,6 %   |
| Wahlberechtigte: 10.704, Ungültige/Leere Stimmen: 98, Wahlbeteiligung: 78,6 % |                                             |                    |         |

#### Stichwahl
| Kandidat                                                                      | Partei                                      | Wahlkreis- stimmen | Prozent |
| ----------------------------------------------------------------------------- | ------------------------------------------- | ------------------ | ------- |
| Franz Bernt                                                                   | Deutschradikale Partei                      | 5560               | 66,5 %  |
| Josef Budil                                                                   | Tschechisch autonomistischer Sozialdemokrat | 2797               | 33,5 %  |
| Wahlberechtigte: 10,704, Ungültige/Leere Stimmen: 84, Wahlbeteiligung: 78,9 % |                                             |                    |         |